# Colmesnil-Manneville
Colmesnil-Manneville ist eine französische Gemeinde mit 107 Einwohnern (Stand 1. Januar 2022) im Département Seine-Maritime in der Region Normandie. Sie gehört zum Arrondissement Dieppe und zum Kanton Dieppe-1. Die Einwohner werden Colmesnillais genannt.

## Geographie
Colmesnil-Manneville liegt an der Kreuzung der Départementsstraßen D55 und D70 rund 13 km südlich von Dieppe im Pays de Caux. Umgeben wird Colmesnil-Manneville von den Nachbargemeinden Offranville im Nordosten, Thil-Manneville im Westen, Sauqueville im Osten sowie Auppegard im Süden.

## Bevölkerungsentwicklung
| Jahr                      | 1962 | 1968 | 1975 | 1982 | 1990 | 1999 | 2007 | 2015 |
| Einwohner                 | 79   | 71   | 64   | 73   | 115  | 140  | 128  | 108  |
| Quelle: Cassini und INSEE |      |      |      |      |      |      |      |      |

## Sehenswürdigkeiten
- Kirche Saint-Georges aus dem 11. Jahrhundert